# Бродзани
Бродзани (словац. Brodzany) — село, громада округу Партизанське, Тренчинський край. Кадастрова площа громади — 18.29 км².
Населення 883 особи (станом на 31 грудня 2020 року).

## Історія
Бродзани згадуються 1293 року.

## Населення
| Рік:            | 1994. | 2004.   | 2014.   | 2024.   |
| --------------- | ----- | ------- | ------- | ------- |
| Кількість осіб: | 788   | 815     | 813     | 890     |
| Різниця:        |       | +3,42 % | -0,24 % | +9,47 % |

| Рік:            | 2023. | 2024.   |
| --------------- | ----- | ------- |
| Кількість осіб: | 889   | 890     |
| Різниця:        |       | +0,11 % |